# Sharad Pawar
Sharad Pawar (fullst. Sharadchandra Govindrao Pawar), född 12 december 1940 i Baramati, är en indisk politiker från västra delen av delstaten Maharashtra, och jordbruksminister i Manmohan Singhs indiska regering från 2004.
Pawar är grundare av och partiledare i Nationalist Congress Party, efter att ha brutit sig ur Kongresspartiet i protest mot Sonia Gandhi och hennes icke-indiska etnicitet. Han inledde sin politiska karriär 1967 när hand valdes till Maharashtras lagstiftande församling. 1978 var han med om att störta Vasantdada Patil kongresstyre i delstaten och bilda regering i koalition med Janata Party under namnet Progressive Democratic Front. Pawar var Indiens försvarsminister från 1991.